# Санта-Марія-дель-Фйоре
Флоренті́йський собо́р (італ. Duomo di Firenze), або Катедра́льний собо́р свято́ї Марі́ї Квітко́вої (лат. Cathedral Sanctae Mariae Floris, італ. Cattedrale di Santa Maria del Fiore) — кафедральний собор міста Флоренція, Італія. Один із символів міста і культури італійського відродження взагалі

## Історія

### Значення Флоренції як відомого центру культури
Столиця Тоскани відігравала надзвичайно важливу роль у формуванні й розвитку італійського відродження. Саме Флоренція йшла в авангарді нового мистецтва, починаючи з XI століття. і закінчуючи століттям 16-м. Флоренція опинилася в своєрідному фокусі економічного, політичного та культурного життя Італії. Мистецтво, його повсякчасний розвиток і підтримка посідали головне місце в громадському житті міста. Всі керманичі міста опікувались проблемами будівництва захисних і суспільно значущих споруд, церков, головного собору міста. Головний собор міста став його уособленням і головним осередком активного міського життя. Його зведення — справа престижу і честі, на його спорудження витрачали астрономічно великі кошти, запрошували найталановитіших архітекторів і майстрів-декораторів. У мистецтві Італії, що з раннього середньовіччя була перехрестям різних культурних впливів, розрізняють як впливи східні, з Візантії, так і впливи західні, романсько-готичні. Дивовижна суміш цих впливів разом із могутніми місцевими традиціями відображена в будівництві катедрального собору Флоренції.
Але Флоренція досить рано стає ареною полеміки як з впливами Візантії, так і полеміки з готикою, практично з естетикою середньовіччя. Несприйняттям мистецьких впливів Візантії відрізнявся вже Джотто, здатний запропонувати власне мистецтво і не гірше за візантійське. Це стає флорентійською традицією, і кожний з митців Флоренції намагатиметься перевершити талановитих попередників.
Собор Санта Марія, його дзвіниця та баптистерій цілком належать середньовічній архітектурі. Відродження відбилось лише в створенні куполу та в додачі ренесансного декору, бо головне і ціле в ансамблі вже було створене попередниками. Але декор (вітражі, мозаїчні підлоги, бронзові двері баптистерію, скульптури), створені корифеями-флорентійцями доби відродження, стають класикою італійського і західноєвропейського мистецтва.

### Санта Репарата
Первісно на цьому місці спорудили храм на честь св. Репарати, що походила з міста Кесарія в Палестині. Репарата — католицька мучениця. Збережена неточна і напівлегендарна історія її життя. За різними варіантами церковних переказів її арештували чи то в дванадцять, чи то в п'ятнадцять років за відданість християнству. Дівчину катували різними способами, аж допоки не відтяли голову.
Порівняння її життєпису з життєписами інших виявило повну тотожність з описами життя свв. Реститути, Девоти і навіть чоловіка — св. Трохима. Тим не менше виник її культ в містах Монако і на Корсиці, в Неаполі, в містах Ніцца, Кьєті, у Флоренції. Св. Репарату вважали покровителькою міста Флоренція. Лише в добу високого відродження Флоренцію перевели під патронат Богородиці та Івана Хрестителя.

### Сміливий проєкт доби готики

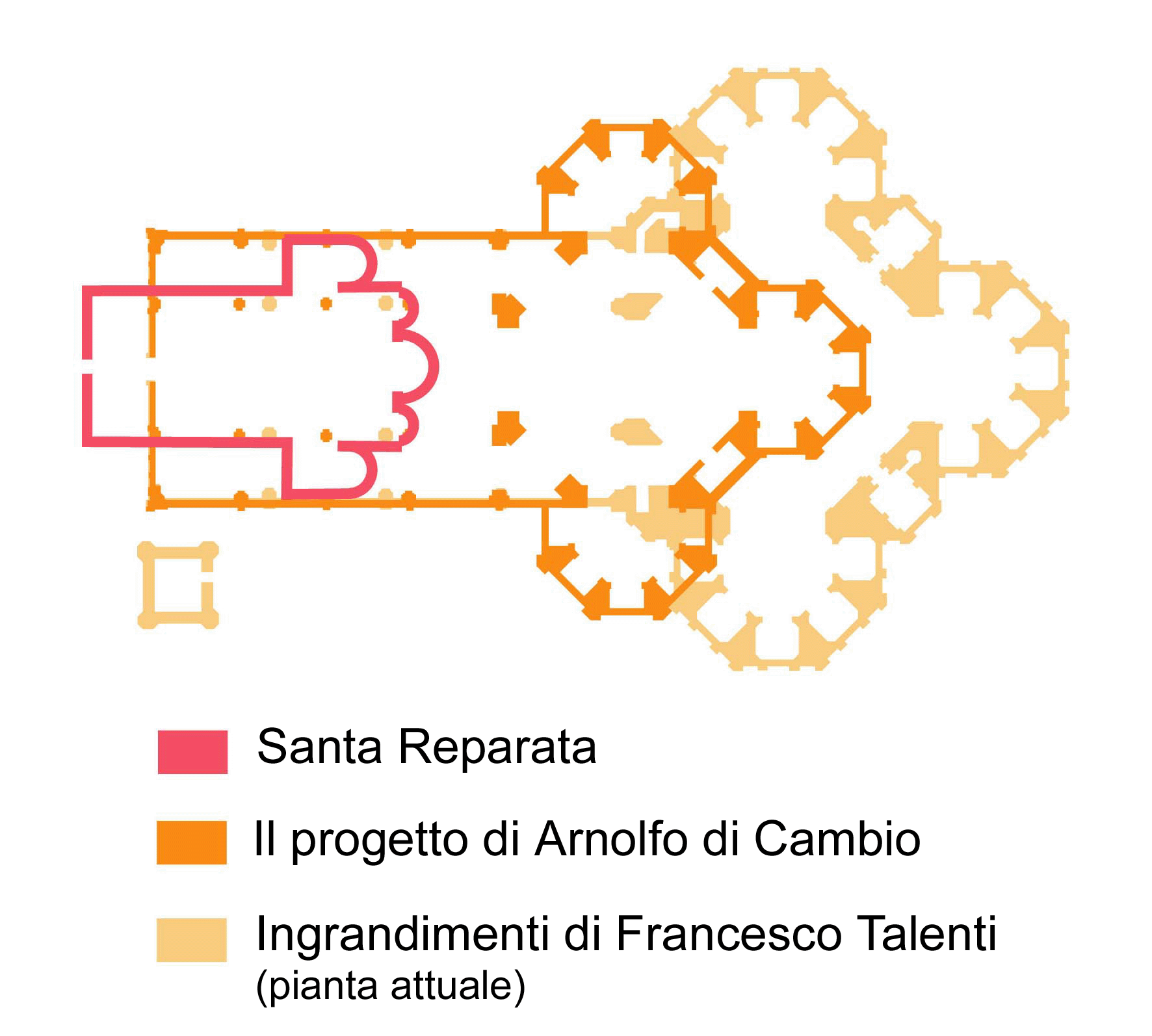
Червоним — план храму Св. Репарати. Жовтогарячим — план Арнольфо ді Камбіо. Жовтим — збільшений план Арнольфо ді Камбіо його послідовниками.

Проект нового собору доручили створити талановитому Арнольфо ді Камбіо. Знаний архітектор був автором проектів церкви Санта Кроче та Палаццо Веккйо у Флоренції.
У місті склалась традиція будувати храми у вигляді латинського хреста. Прибудова каплиць наближала плани храмів до літери Т. Арнольфо ді Камбіо розробив оригінальний план, в котрому поєднав латинський хрест із центричною гранчастою ротондою, дах якої мав бути купольним. Вівтар і рамена трансепта вінчали каплиці. Архітектор не відмовлявся від новітньої на той час стилістики готики, але використав її елементи творчо, незвично. Відмінності від храмових зразків Франції та Німеччини в помітно широко розташованих стовпах, що розділяли три нави собору та широкі перспективи, котрі відкривались з ротонди на вівтар та каплиці в трансепті.

### Низка архітекторів
По смерті Арнольфо ді Камбіо у 1302 р. будівництво собору уповільнилось на тридцять років. 1330 року були знайдені мощі Св. Зіновія, передані собору, і будівельні роботи відновили. 1331 р. покровителем споруди стає заможна гільдія ткачів Флоренції. Роботи припинила епідемія чорної смерті, котрі відновили з 1349 року. Головував архітектор Франческо Таленті, котрий добудував дзвіницю. 1359 Таленти замінили на Джованні ді Лапо Гині (1360—1369). В черзі храмових архітекторів також Альберто Арнольді, Джованні д'Амброджо, Нері ді Фйораванте, Андреа Орканья. 1375 року остаточно розібрали старий храм Св. Репарати, а головну наву закінчили 1380 р.
Невдоволені флорентійці збільшили розміри собору, що збільшило і перехрестя. Вибудований під дах собор мав такий великий підбанник, що ніхто не наважувався доробити запланований купол. Вибудований храм мало поступався розмірами іншим готичним соборам, його довжина сягала понад 153 м (Міланський собор довжиною 158 м.)
Як і більшість готичних соборів, його побудова розтяглась на століття. Собор до XIX століття стояв недобудованим.

### Дзвіниця і баптистерій

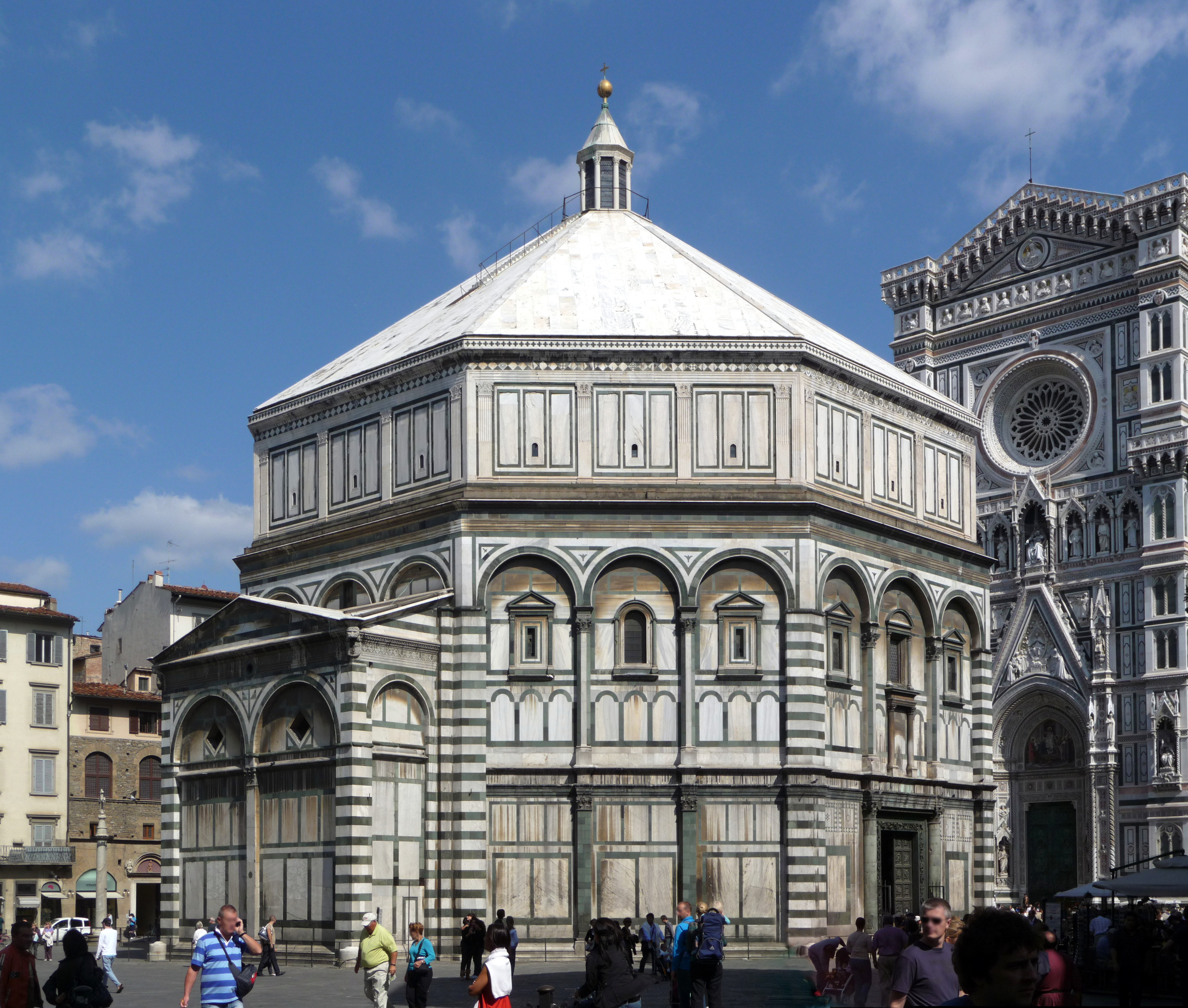
Баптистерій. Фасади ззовні

План флорентійського баптистерію

По смерті уславленого Арнольфо ді Камбіо собор залишався недобудованим. Для продовження робіт запросили художника і архітектора Джотто. Але той зосередив власні зусилля на побудові соборної дзвіниці. Відсутність канонів в зведенні дзвіниць надала можливість створити цілком оригінальну споруду. Джотто запропонував прямокутну вежу, зміцнену по кутах могутніми контрфорсами. Фасади вежі були прорізані подвійними віконними отворами. Додатково всі фасади дзвіниці рясно прикрашають багатоколірними інкрустаціями, котрі так полюбляли флорентійці в добу середньовіччя, та скульптурами. Джотто помер, коли велетенську дзвіницю лише почали вибудовувати. Але задум Джотто старанно втілювали послідовники.
Баптистерії відомі з доби первісного християнства. В основі планів зазвичай ротонда або восьмикутник, бо вісімка набула символічного значення — шість днів творіння, один день відпочинку і день відновлення через Таїнство Хрещення. Первісний баптистерій виник у Флоренції ще до появи храму Св. Репарати. Збережено свідоцтво, що 4 березня 897 року граф Палатинський та посланець імператора Священної Римської імперії обрали його для розбору судових справ. В ті часи споруда була оточена цвинтарем з давньоримськими надгробками. Пізніше цвинтар ліквідували, а надгробки передали в Музей побудови флорентійського собору. Сучасний баптистерій замінив низку попередніх і був вибудований 1059 року. Споруду облицювали кольоровими мармурами до 1128 р. Дах-шатро з восьмикутним ліхтариком спорудили 1150 р. Споруду не перебудовували, а лише додали прямокутну вівтарну частину з західного фасаду. Між 14 та 16 ст. споруда отримала трійцю нових бронзових дверей та нові мармурові і бронзові скульптури над ними. Це був покажчик шанування старовинної споруди та її значення серед сакральних споруд Флоренції.
Споруда, рясно прикрашена кольоровими мармурами, справляє враження триповерхової через тридільність фасадів архітектурними поясками. Насправді споруда двоповерхова. Це приклад так званої фасадичної архітектури, коли наріжна декорація не збігається із внутрішньою, реальною структурою споруди.

### Купол собору

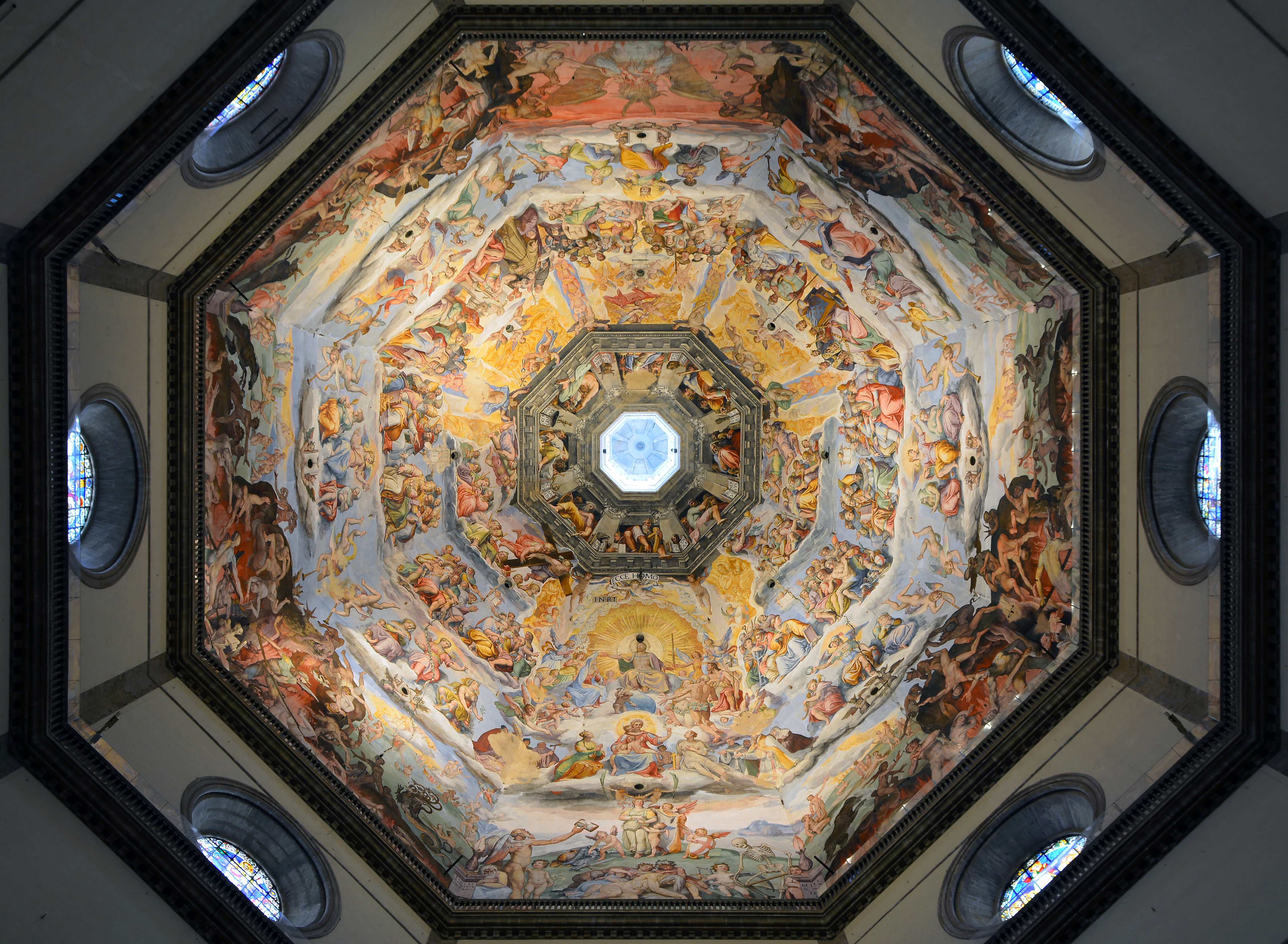
Купол собору. Фрески почали малювати у 1568 і закінчили у 1579 (закінчив розписи Федеріко Цуккарі). Під куполом зображений Страшний суд.

Незабаром після приїзду до Флоренції Брунеллескі захопився складним інженерним завданням — зведенням купола над кафедральним собором міста (1420—1436 рр.). Його зведення почалось майже одночасно з будівництвом Сан Лоренцо. Ідея купола — восьмигранне готичне склепіння, — готична форма, і була вже намічена будівельником собору Арнольфо ді Камбіо, кампанілу собору будував, як зазвичай вважається, великий Джотто. Складність самої споруди полягала не тільки в зведенні купола, а й у спорудженні спеціальних пристосувань, які дозволили б працювати на великій висоті, що здавалося тоді неможливим. Заради міста Брунеллескі запропонував зробити легкий 8-гранний купол з цегли, який збирався б з граней-«часток» і скріплювався вгорі архітектурним ліхтарем, крім того, він зголосився створити цілий ряд машин для підйому вгору і роботи на висоті. Купол (його висота становить 42 м) був побудований без риштування, що спиралось на землю. Купол складається з двох оболонок, пов'язаних нервюрами і горизонтальними кільцями. Підносячись над містом, купол, з його спрямованістю угору і гнучким пружним контуром, визначив характерний силует Флоренції, і самими сучасниками він мислився символом нової епохи — Відродження. Славі архітектора і міста сприяло й те, що купол освятив сам папа Євгеній IV.

### Собор в добу відродження

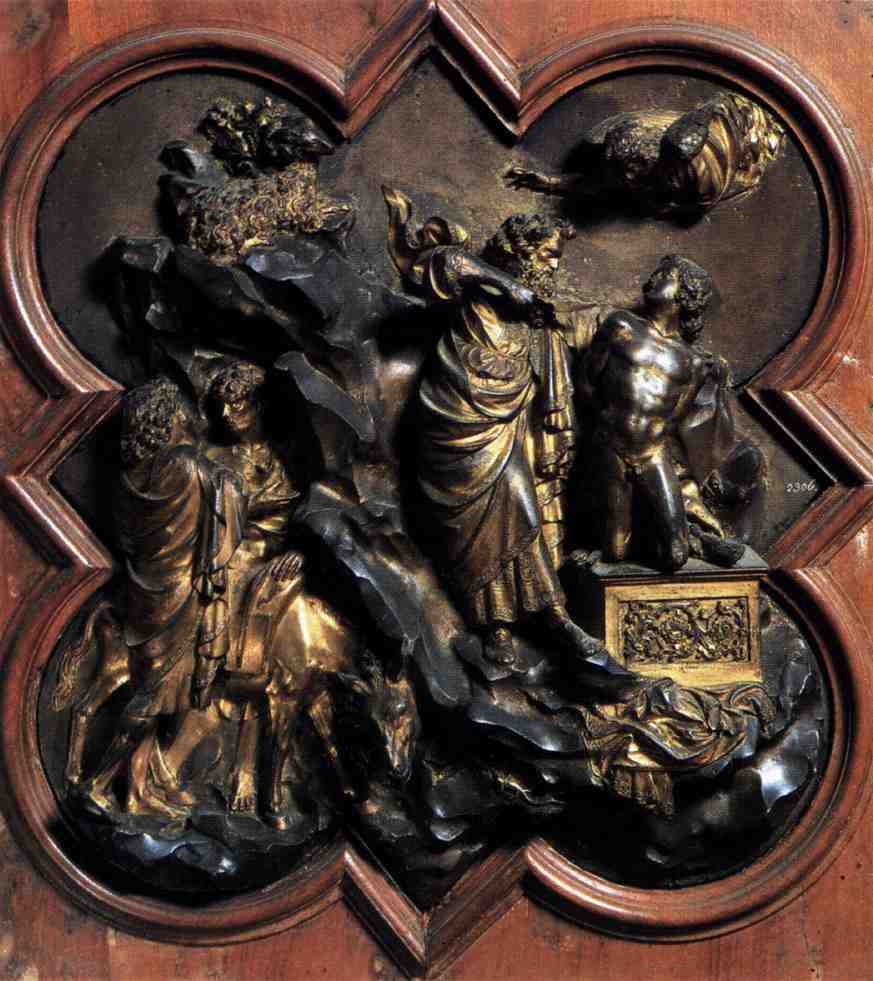
Лоренцо Гіберті
Жертвопринесення Ісаака, Бронза, лиття, чеканка. Порта дель Парадізо, Двері приміщення для хрестин, Флоренція, Італія

Незважаючи на середньовічну архітектуру баптистерію та собору, вони приваблювали і майстрів доби раннього відродження, котрі продовжили роботи по декоруванню. Увагу уряду Флоренції привернули дві двері баптистерію, котрі вирішили прикрасити бронзовими рельєфами. Був оголошений конкурс, учасники якого повинні були виконати кожен по сюжету з бронзи, схожому на той, яким раніше Андреа Пізано прикрасив перші двері. Про цей конкурс Бартолуччо повідомив Лоренцо Гіберті, котрий на той час працював в Пезаро. Гіберті повернувся до Флоренції. У Флоренцію прибуло чимало художників з інших місць. Після того, як всі вони представилися консулам цеху, було обрано семеро майстрів: троє флорентійців, решта тосканці-провінціали. Їм призначено було тверду платню з тим, щоб через рік кожен представив в бронзі один і той же сюжет того ж розміру, що і сюжетні поля перших дверей. Темою сюжету було призначено принесення в жертву Авраамом сина його Ісаака. Серед суперників були Філіппо Брунеллескі, Донато і Лоренцо ді Бартолуччо — флорентійці, Якопо делла Кверча — сієнець, Нікколо з Ареццо, його учень Франческо ді Вальдамбріна і Сімоне з Колле.
Сплив час і судді оглянули виконані ескізи. Зійшлися на тому, що Філіппо Брунеллескі і Лоренцо ді Бартолуччо задумали й виконали сюжет краще за всіх. Замову, однак, отримав Лоренцо Гіберті, що розпочав роботу, почавши з тих дверей, які були розташовані навпроти будівлі, зайнятої піклувальниками баптистерію. Він зробив для однієї половини двері великий дерев'яну основу, точно за розмірами розділену на окремі поля, в них пізніше планували вставити нові сюжетні рельєфи.
Розподіл сюжетів був той же, що і у Андреа Пізано за малюнками Джотто для перших дверей. Всього було двадцять сюжетів на теми з Нового заповіту і ще вісім фігур слугували додатком. Досконалість виконання здивувала навіть флорентійців. Згодом твір Лоренцо Гіберті назвуть Порта дель Парадізо — Двері раю.

### Західний фасад

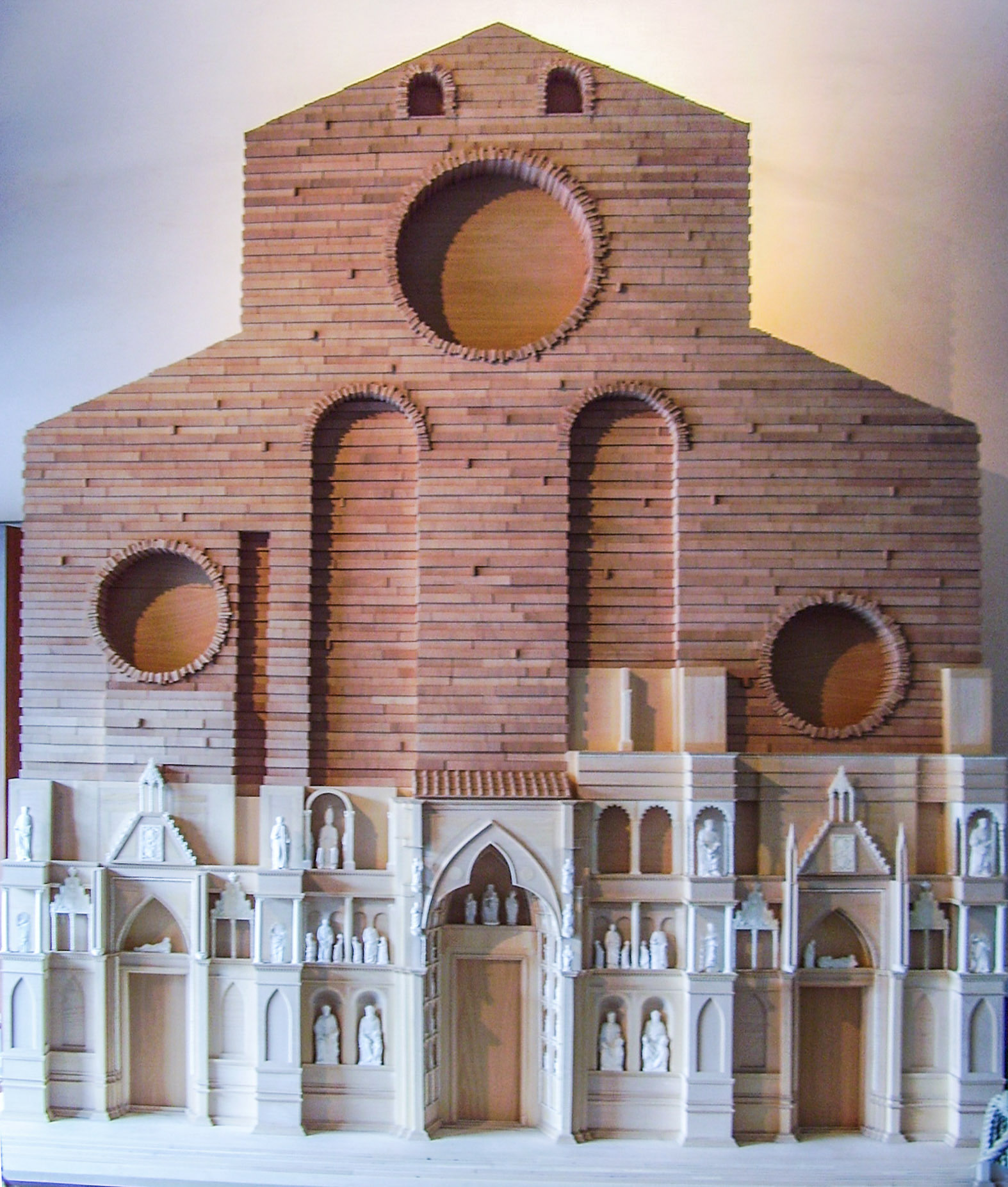
Реконструкція декору фасаду за вказівкам Арнольфо ді Камбіо

Надзвичайно довгим і важким був шлях щодо декорування головного фасаду собору. Недобудований західний фасад був головним болем декількох поколінь флорентійців. Процес розтягся до кінця XIX століття. Не знайдено документів щодо проєкту декорування собору авторства Арнольфо ді Камбіо. Можливо, цих документів і ніколи не було, хоча ігнорувати вказівки головного архітектора не варто. Уряд Флоренції в подяку за проєкт собору навіть звільнив архітектора ді Камбіо від сплати податків, що робилось не для кожного. Науковці пізніше провели археологічні розшуки, що підтвердило проведення перших декоративних робіт ще в XIII столітті.
Первісно фасад розділили на три частини з трьома круглими вікнами-трояндами, трьома дверима та двома нішами. Тридільність головуватиме і у всіх подальших проєктах декорування.
Італійська анархія та гостре суперництво між майстрами обумовили різні уподобання щодо декору. Майстри починають працювати, встигають виконати частку робіт і скульптур. Але роботи припиняють або фінансові негаразди, або смерть майстрів. Встигли закінчити роботи на висоту десяти метрів вище за вхідні портали. Були використані всі відомі на той час різновиди оздоб — декілька скульптур в нішах, мозаїки косматески, кольорові мармури. Від первісного декору збережена низка скульптур, серед яких і скульптура папи римського Боніфація VIII роботи Арнольфо ді Камбіо та його майстерні. В люнетах порталів були скульптурні групи з сюжетами житія Богородиці (Різдво Христове, Мадонна на троні зі святими, Успіння Богородиці), всі неповні, збережені частини перенесені нині в Музей побудови собору

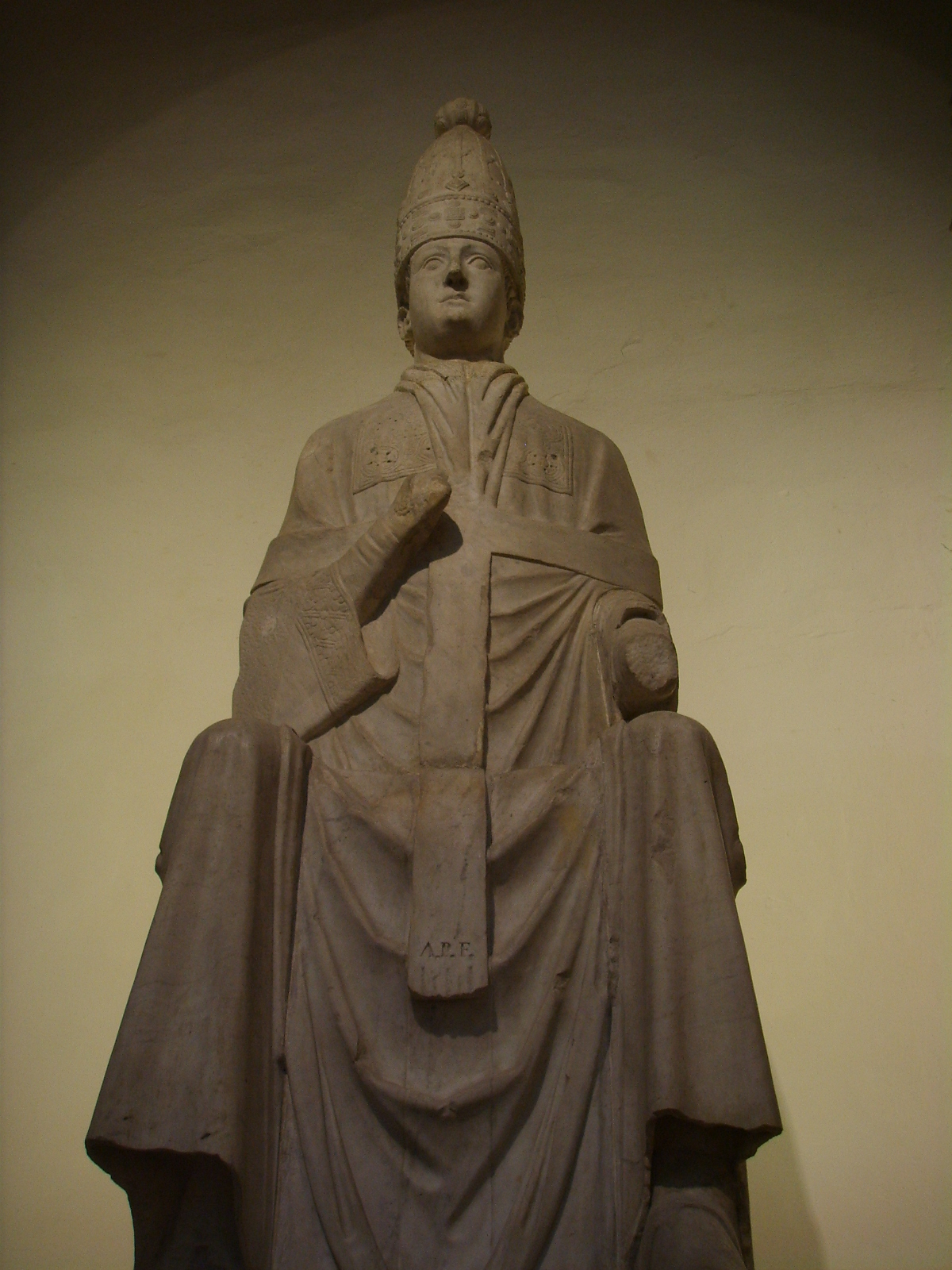
Ск. Арнольфо ді Камбіо, папа римський  Боніфаций VIII, 1298 р.,  Музей побудови собору
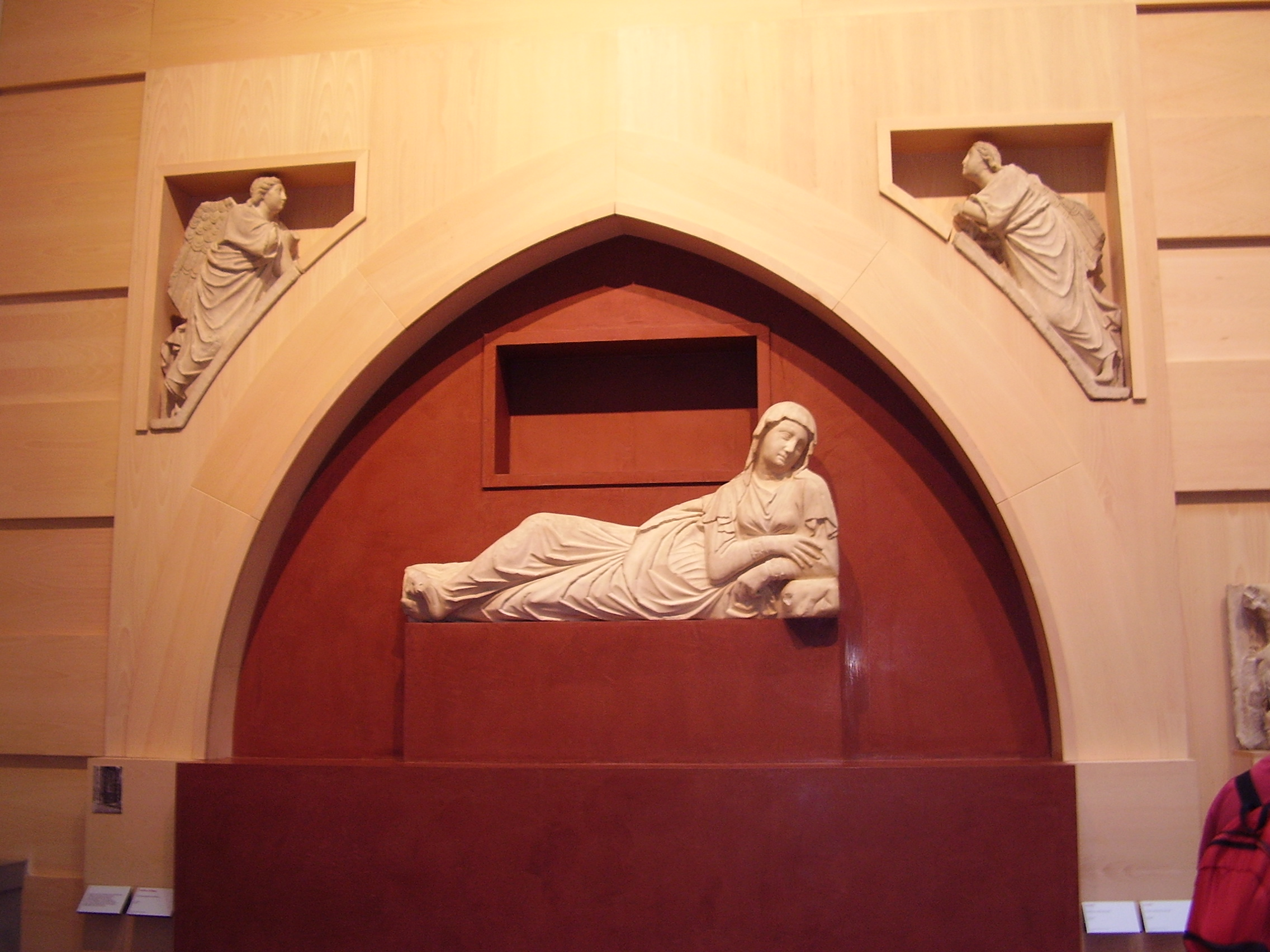
Реконструкція лівого люнета «Різдво Христове» з двома янголами, Музей Флорентійського собору
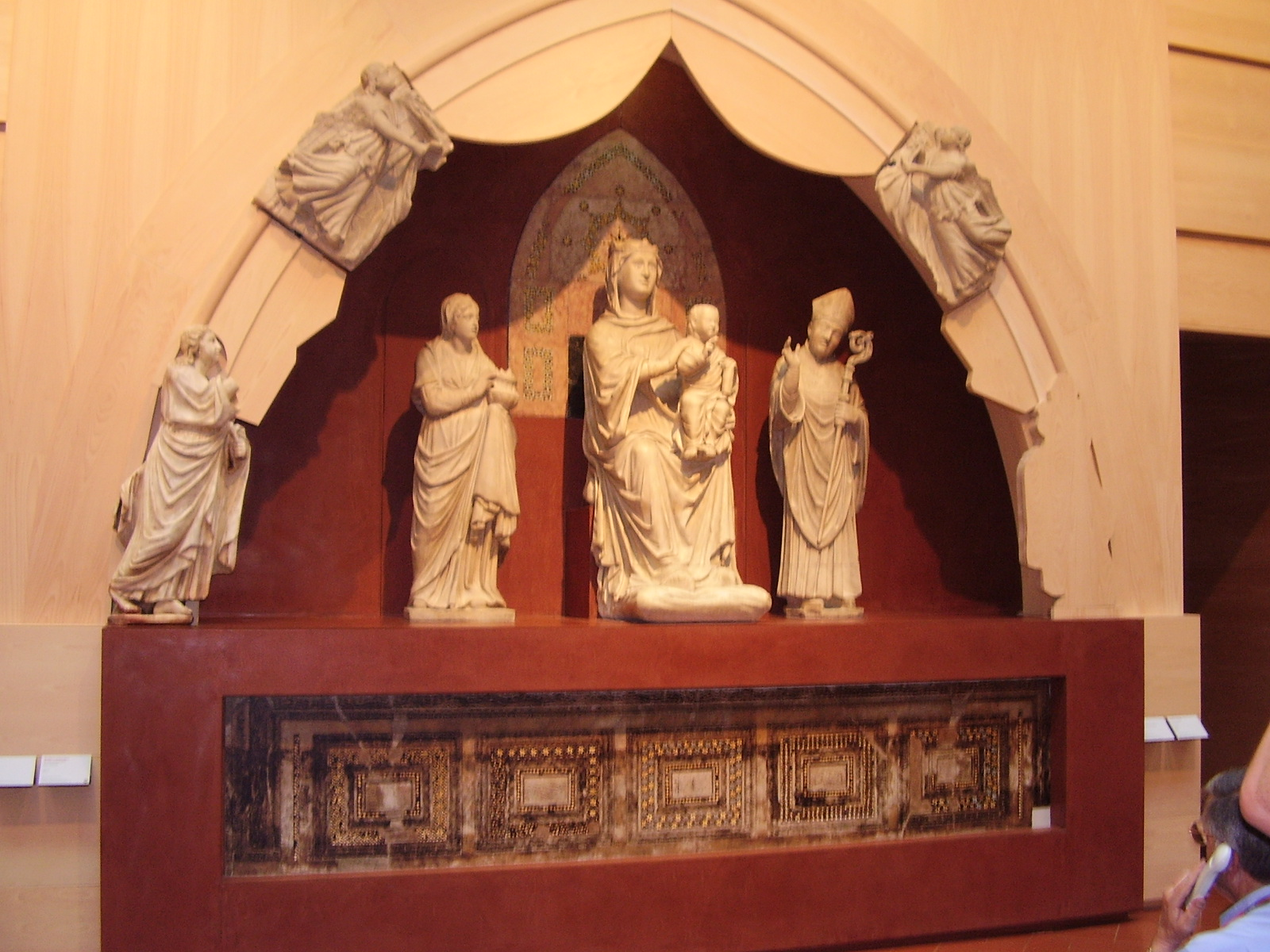
Реконструкція центрального люнета «Мадонна на троні» , «Санта Репарата Reparata»  та  «Св. Зиновій», Музей побудови собору
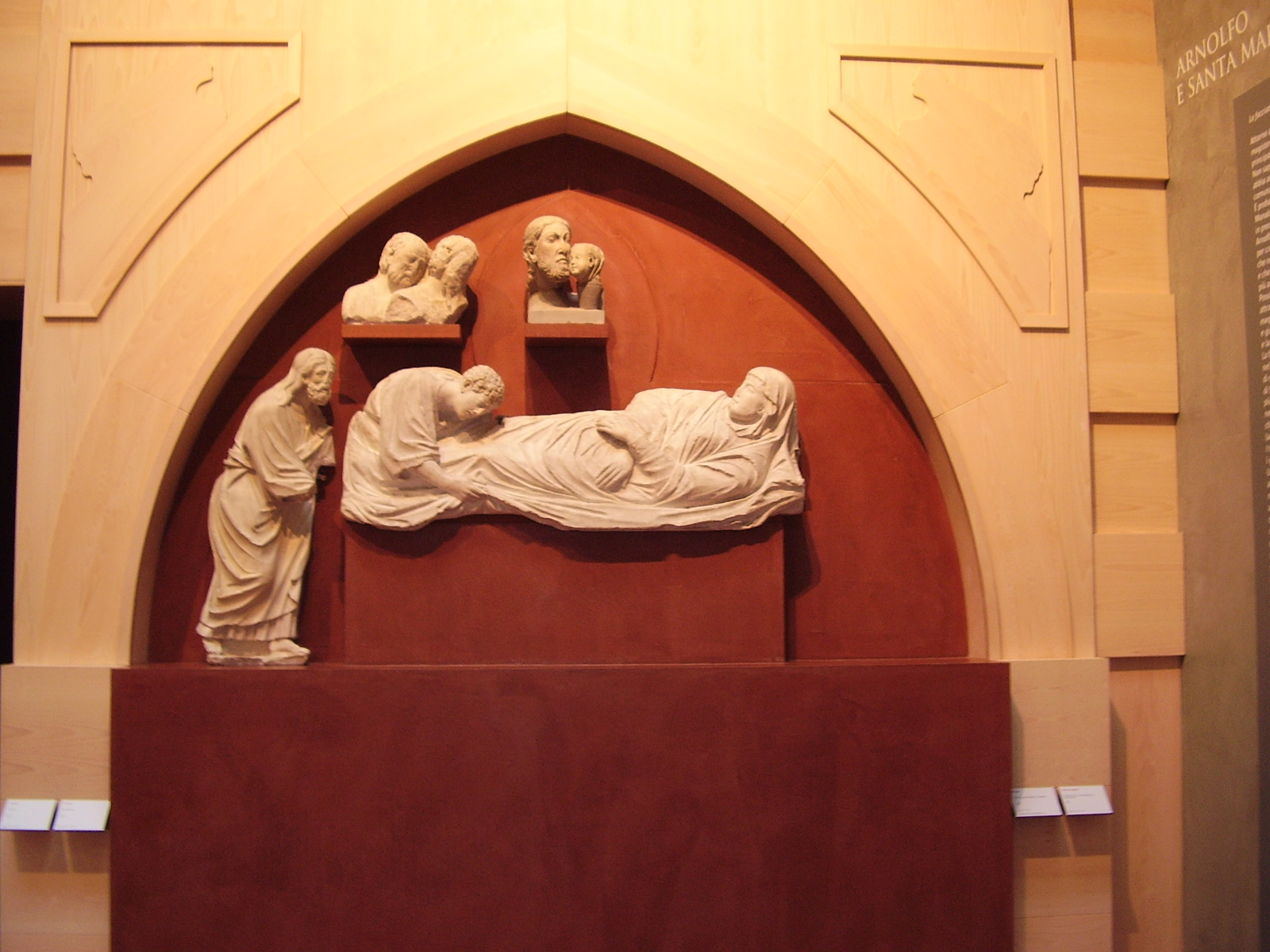
Реконструкція лівого люнета «Успіння Богородиці», Музей побудови собору
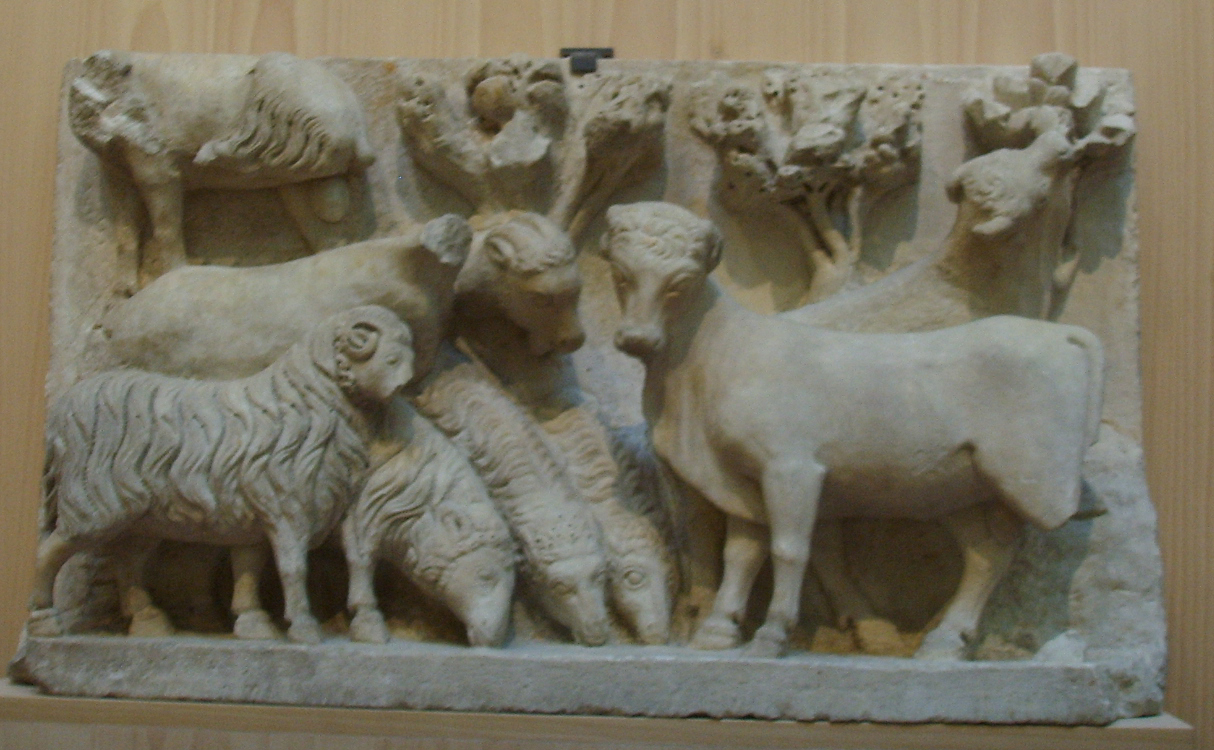
Ск. Арнольфо ді Камбіо. «Благовістя пастухам», збережений фрагмент, Музей побудови собору

1491 року справу декорування головного собору підпорядкував собі невінчаний володар Флоренції і багатій Лоренцо Пишний. Був проведений конкурс, зняли облицювання, зроблене до того. Але справу в черговий раз припинили через народні заворушення в місті. Письменник Джорджо Вазарі зафіксував чергове звернення до декорування фасаду 1515 роком, до якого були залучені скульптор Якопо Сансовіно та художник Андреа дель Сарто. Але роботи припинили.

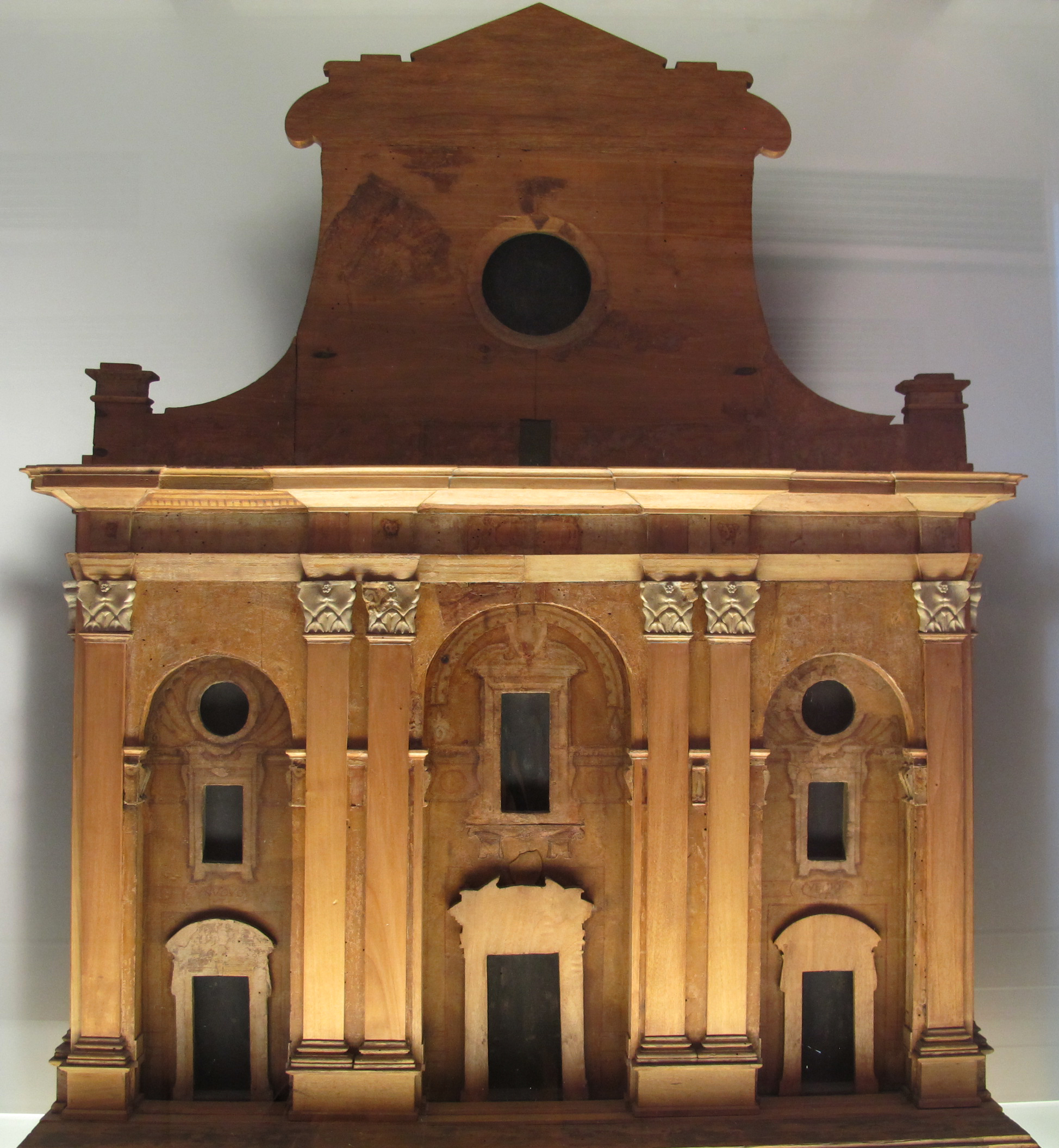
Перший проєкт роботи Бернардо Буонталенті
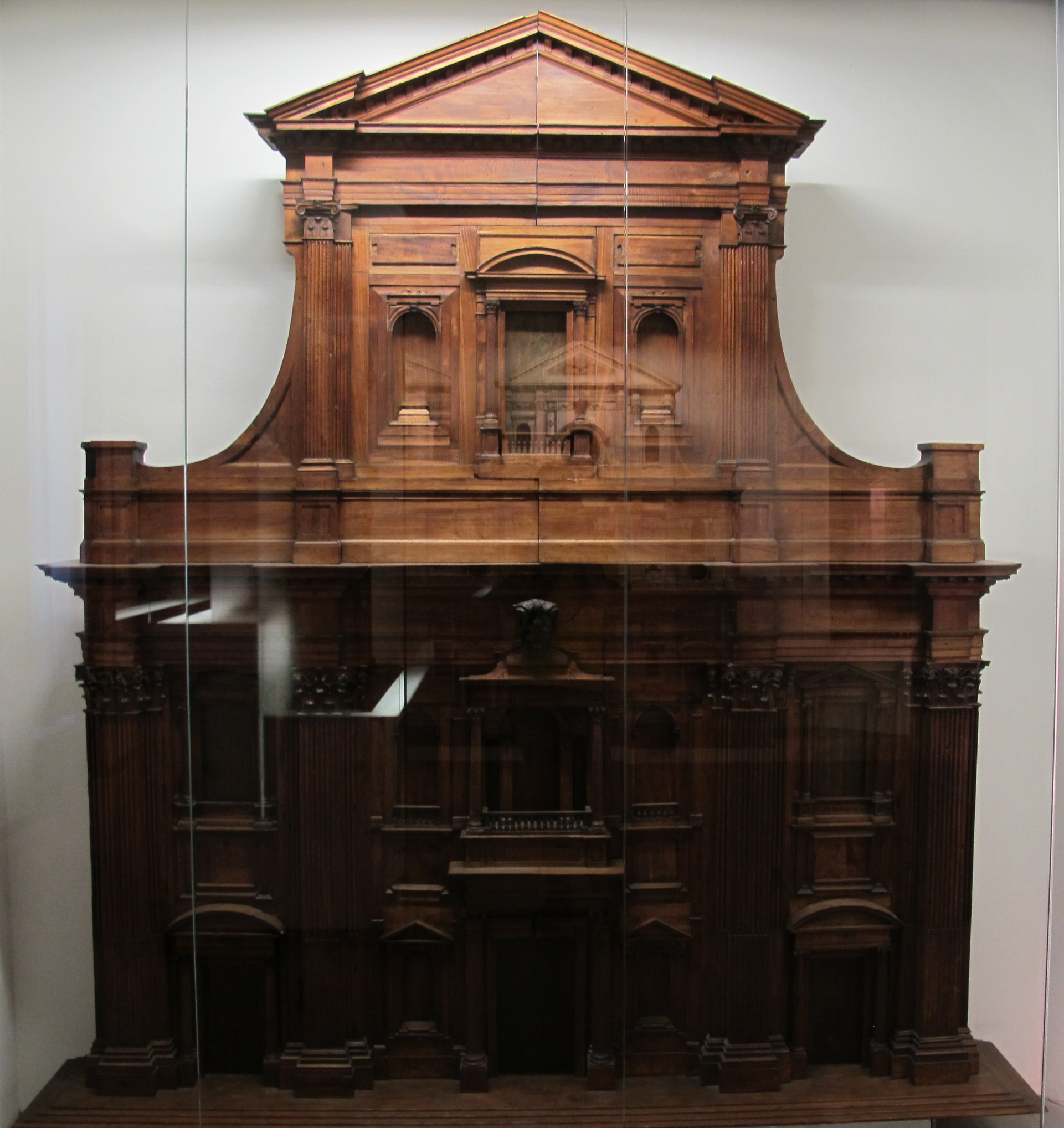
Проєкт роботи Джованні Антоніо Дозіо
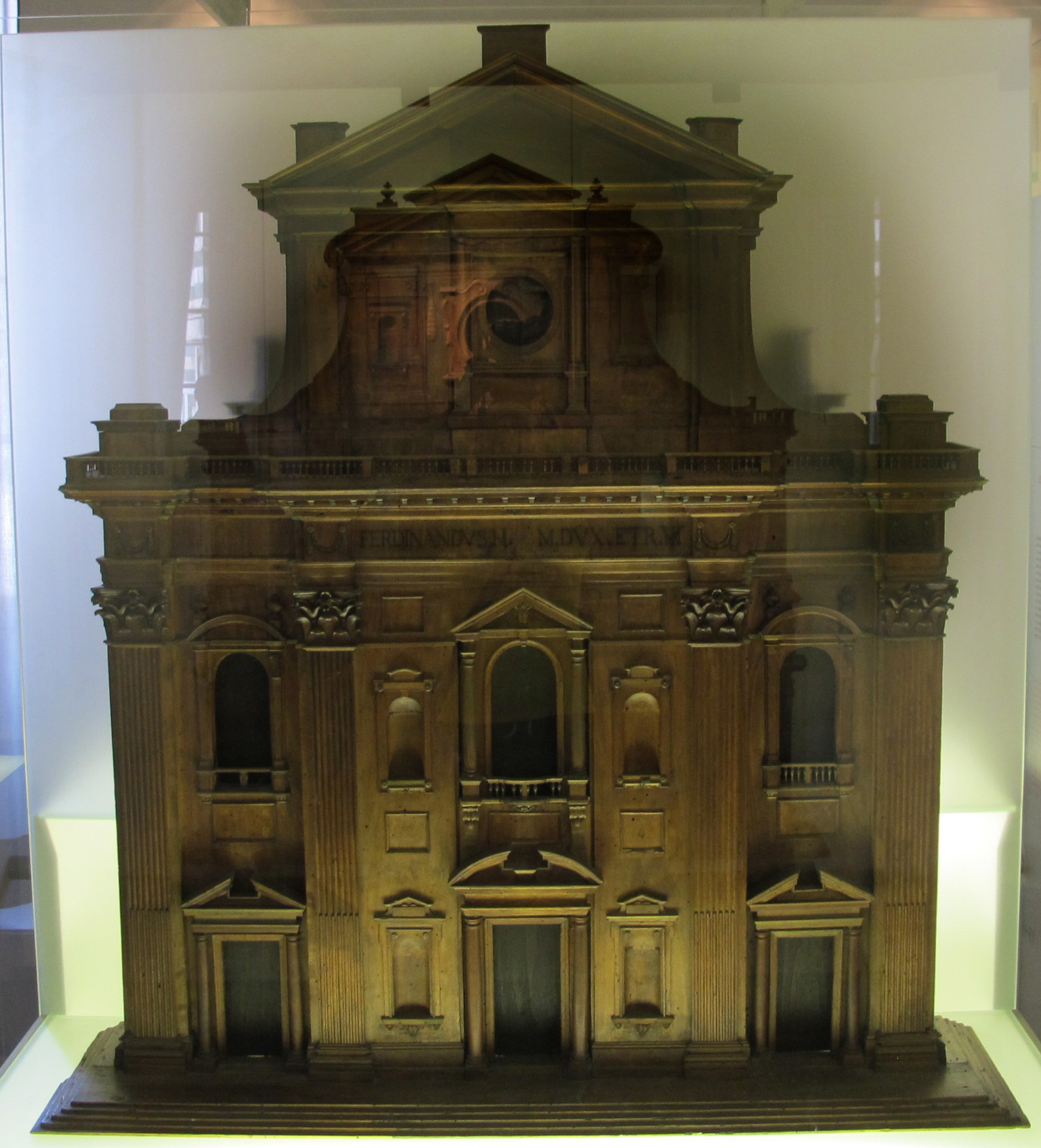
Проєкт роботи Джованні да Болонья
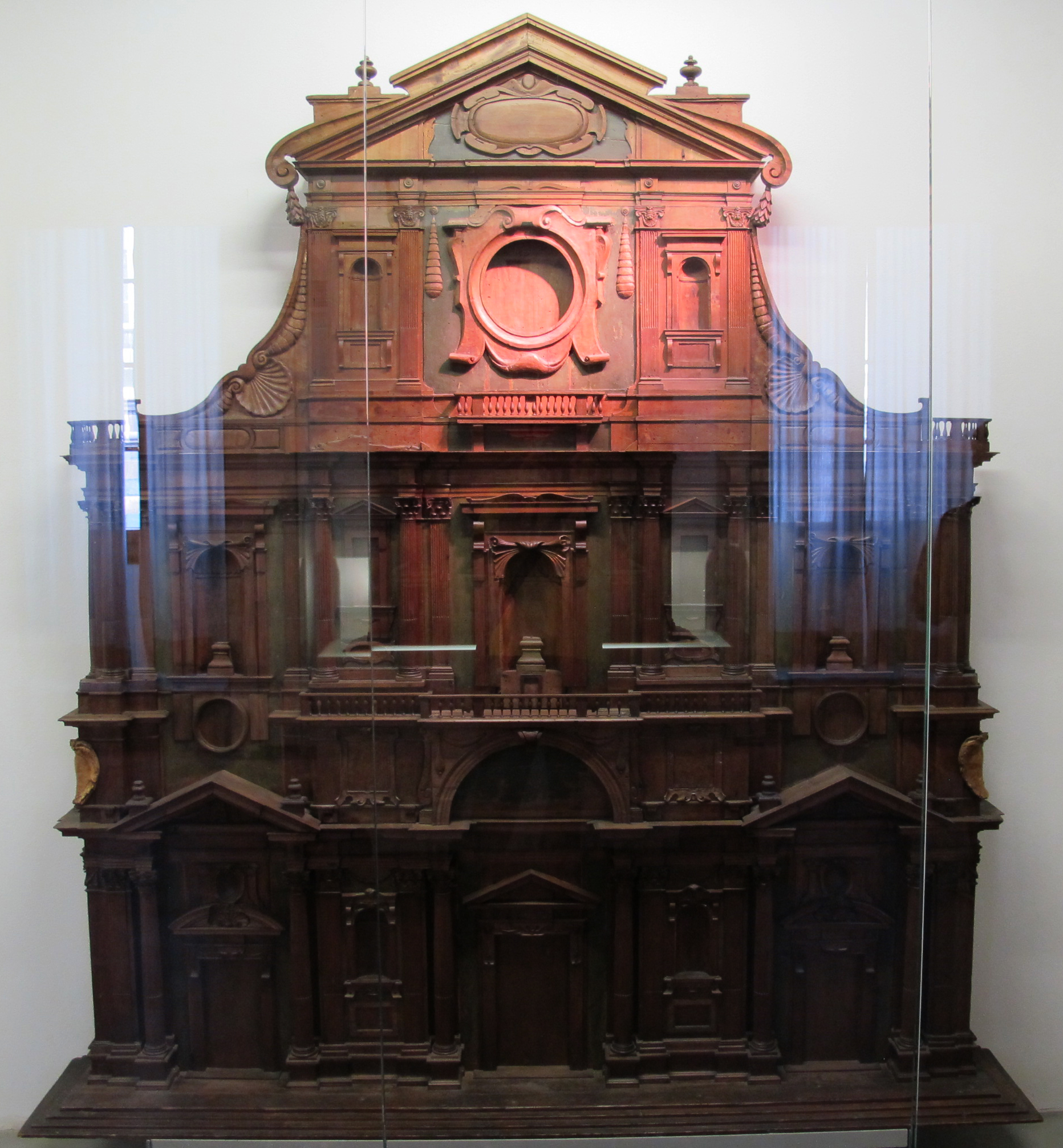
Проєкт фасаду роботи Бернардо Буонталенті, всі моделі в дереві — Музей Флорентійського собору

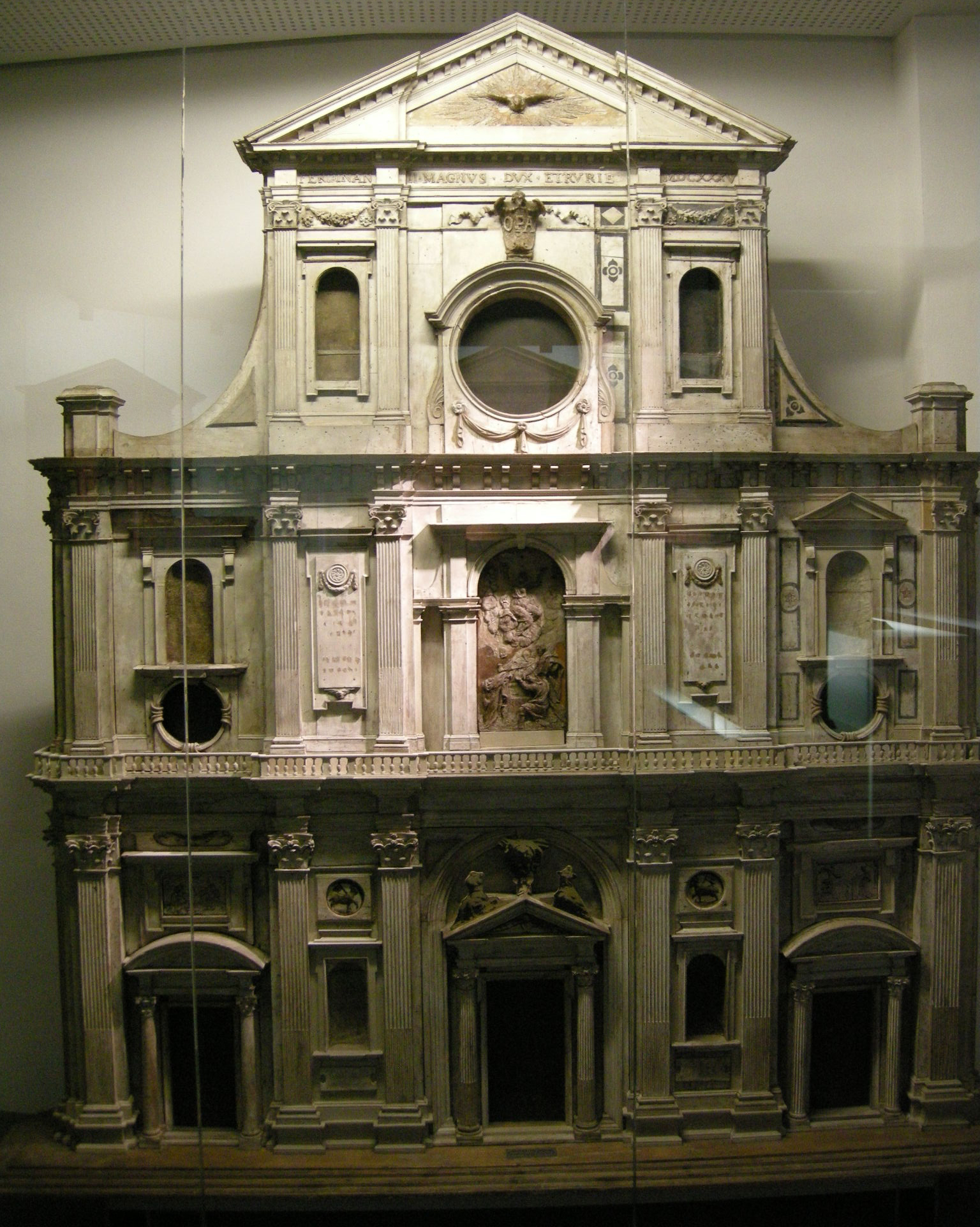
Проєкт фасаду роботи флорентійських академіків

Свій внесок в проєкти декорування головного собору зробили і майстри маньєризму та бароко. 1587 р. надвірний архітектор герцога Тосканського Бернардо Буонталенті отримав наказ познімати частки декорацій з собору. Це рішення володаря міста було обумовлене голодом 1586 р. у Флоренції на намаганням герцога поліпшити стан початком нових суспільно значущих робіт в місті. 1587 р. був проведений черговий конкурс, в котрому брали участь відомі на той час митці — Бернардо Буонталенті (два варіанти декорування), Джованні да Болонья, Лодовіко Чіголі, Джованні Антоніо Дозіо, Дон Джованні де Медічі. Представлені проєкти варіювали монументальні форми архітектури, започатковані ще флорентійцем Мікеланджело Буонарроті з використанням пілястр (в декорі кожного поверху або на висоту всього фасаду), скульптур, давньоримського архітектурного декору, живопису. В справу втрутились непередбачувані фактори: помер замовник герцог, стилістика раннього бароко, притаманна запропонованим проєктам, не отримала розвитку у Флоренції, де взагалі мало пам'яток архітектури доби бароко.
Справу декорування ревіталізували в XVII ст. Новий герцог Фердинандо II Медічі наказав декорувати собор за колишнім проєктом Джованні Антоніо Дозіо, що викликало спротив митців Флорентійської академії та громадян. Герцог передав справу академікам і ті створили новий проєкт 1635 року. Тридільний, в стилі римського бароко проєкт академіків вніс заспокоєння лише на чотири роки — але згодом його визнали невідповідним. Він контрастував з готичними спорудами навколо та з куполом собору. Бароковий проєкт академіків теж не був реалізований.

## Низка конкурсів

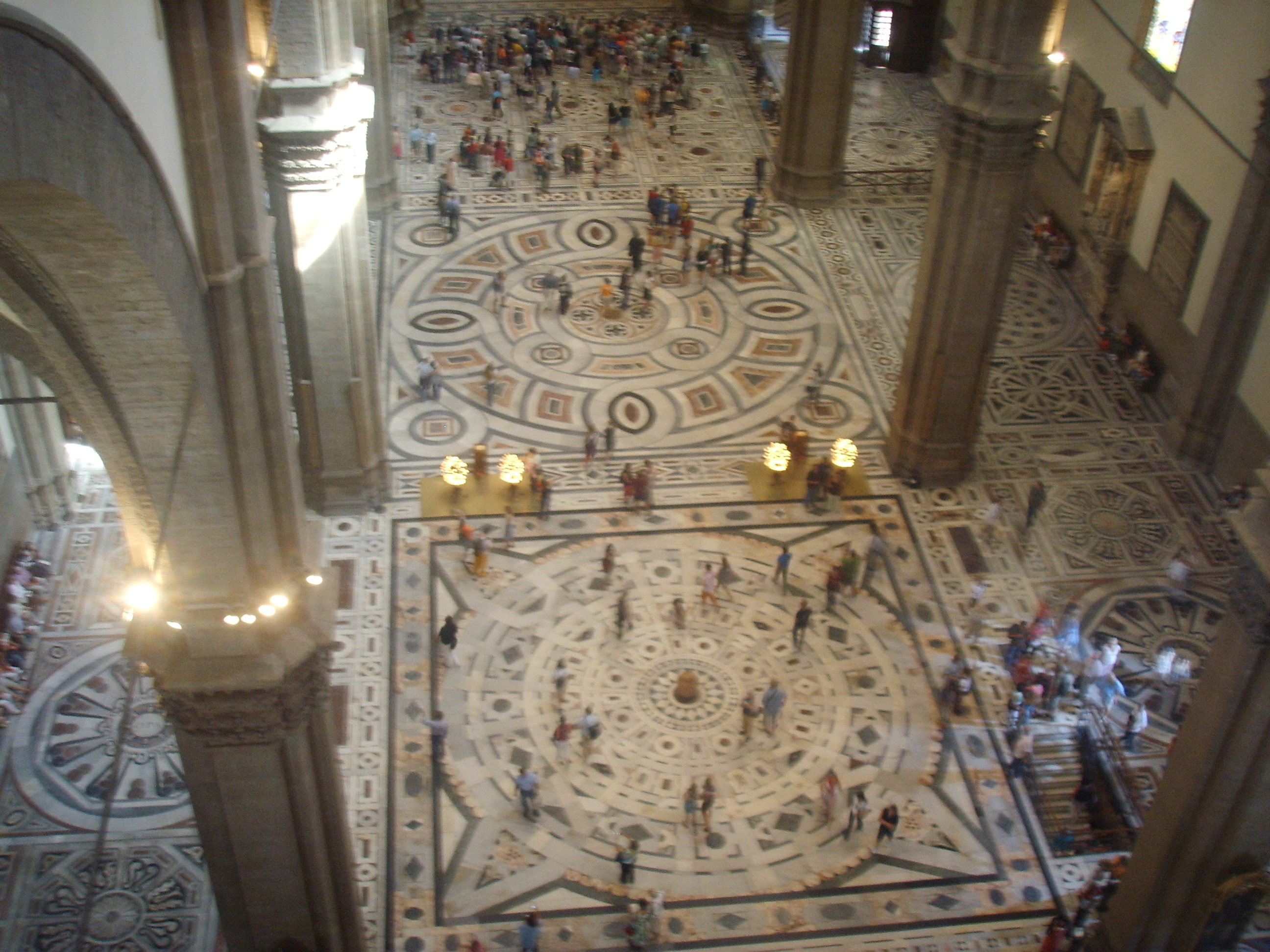
Мозаїчні підлоги в соборі

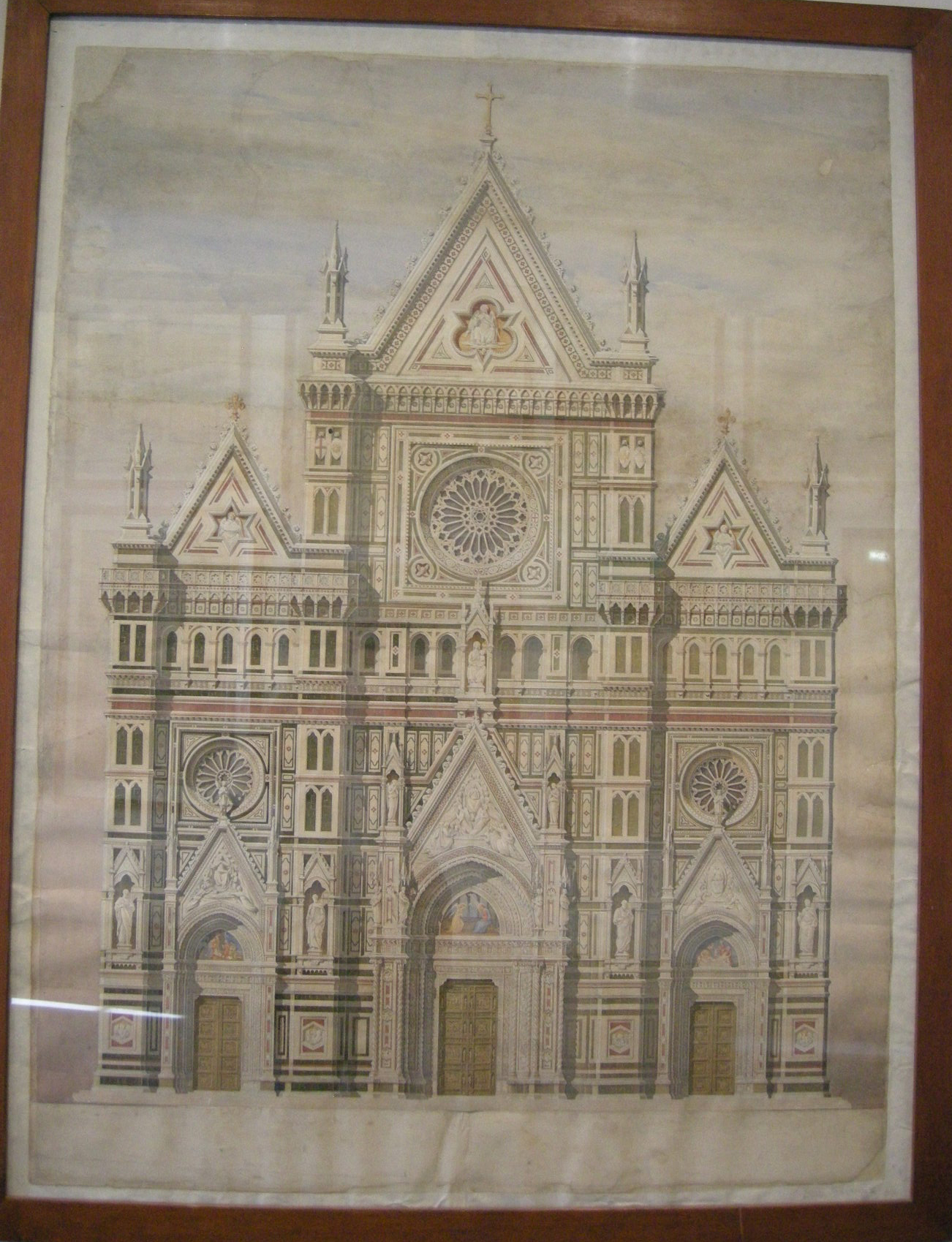
Еміліо де Фабріс. Перший варіант декору собору.

Після ста п'ятдесяти років простоїв питання про декорування західного фасаду собору підняв Джованні дельї Алессандрі, тодішній президент флорентійської Академії. Проєкт декору створив Джованні Баттіста Сільвестрі в стилістиці неоготики. Але для реалізації проєкту до 1831 року не знайшли фінансів. Аби знайти необхідні кошти, була спроба заснувати «Асоціацію по створенню фасаду собору».
- Конкурс 1861 року. Аби покласти кінець безкінечним дебатам 1858 року відродили «Асоціацію по створенню фасаду собору». Під керівництвом «Асоціації» планували провести міжнародний конкурс на новий проєкт головного фасаду. 22 квітня 1860 року навіть пройшла церемонія закладки першого каменя нового фасаду, котру провів король Італії Віктор Еммануїл ІІ. Сам конкурс відбувся 1861 року. Свої проєкти надіслали Маріано Фальчіні, Марко Тревес, Помпей Персей Фальтоні, Вільгельм Вальдемар Петерсен із Данії тощо. Частка конкурсантів йшла під псевдонімами. Комітет розглянув проєкти, але не обрав єдиного переможця, вказавши лише на зразки, гідні подальшого обговорення.

- Конкурс 1864 року. Був проведений новий конкурс, що зібрав як неоготичні, так і еклектичні проєкти, характерні для тої доби. Відбувся аналіз первісних сорока трьох проєктів, залишено п'ятнадцять, котрі визнали гідними подальшої дискусії. Переможцем визнали проєкт Еміліо де Фабріса в стилістиці італійської неоготики на кшталт варіантів Сієнського собору чи собору в Орв'єто. Перспектива отримати прибутки при будівництві розбила комітет на окремі групи, що кинулися критикувати проєкт Еміліо де Фабріса і відновили дискусії. Комітет навіть запросив виказати власний вирок щодо проєкту де Фабріса у відомого французького архітектора Ежена Віолле-ле-Дюка (1814—1879), автора проєктів реставрації готичних споруд Нотр Дам та Сен Шапель в Парижі.

- Конкурс 1865 року. Був проведений третій конкурс, де брали участь десять архітекторів другого конкурсу і двадцять дев'ять конкурсантів нових. Загальна кількість поданих поектів сягала сорока п'яти. Полеміка розтяглась ще на два роки. Нарешті Ваккані, Антонеллі та Мейтас оголосили, що перемогу отримав проєкт Еміліо де Фабріса в стилістиці італійської неоготики, незважаючи на продовження критики і невдоволення. 1870 року проєкт Еміліо де Фабріса було затверджено, а сам де Фабріс названий в документах як «Архітектор фасаду Санта-Марія-дель-Фйоре».

Роботи по створенню фасаду розпочалися лише 1876 року у відповідності до тричастинних принципів декорування. Використана мозаїчна техніка з різнокольорових мармурів італійських родовищ. Еміліо де Фабріс помер не дочекавшись закінчення робіт. Їх завершив за проєктними рішеннями де Фабріса архітектор Луїджі дель Моро.

## Собор в творах мистецтва

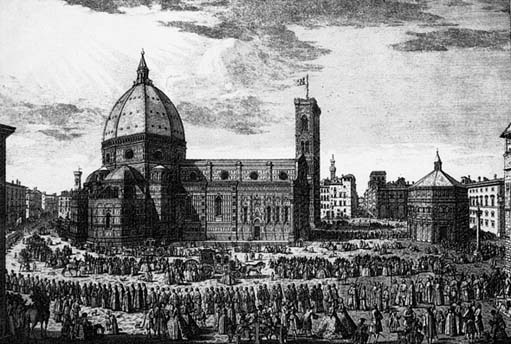
Гравер Джованні Страдано. Собор у 1700 р.

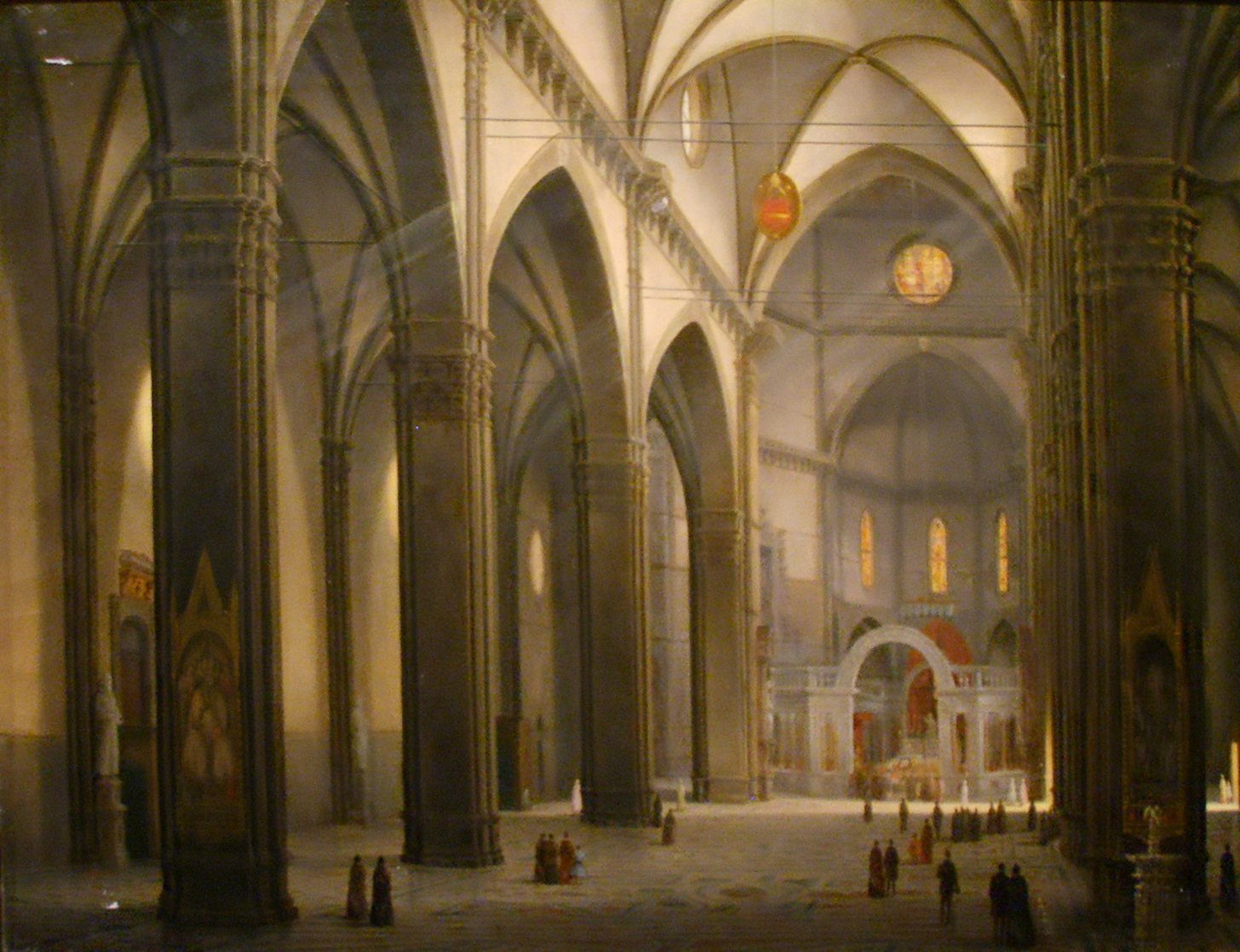
Худ. Фабіо Борботтоні. «Інтер'єр собору Санта-Марія-дель-Фйоре», на початок 20 ст.

Навіть в недобудованому стані головний собор міста привертав увагу художників міста. Він неодноразово виникав на мініатюрах в добу пізнього середньовіччя.
Собор Санта-Марія-дель-Фйоре присутній на гравюрах доби бароко.
У XIX столітті собор з обідраним головним фасадом присутній на фото, що стануть важливими архівними свідоцтвами пори до створення неоготичного декору на головному фасаді.
Собор неодноразово малювали як італійські, так і іноземні художники. Серед них панорамний офорт з собором та історичною частиною Флоренції, котрий створив російський графік Гаврічков Олексій Олексійович (1937—2003).

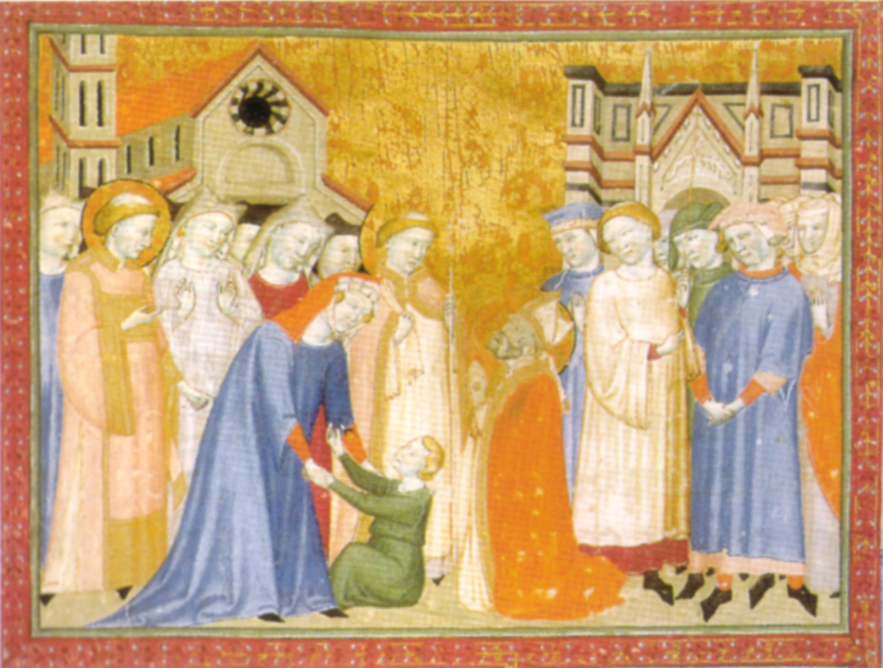
Собор на мініатюрі «Диво Св. Зиновія». 1335 р.
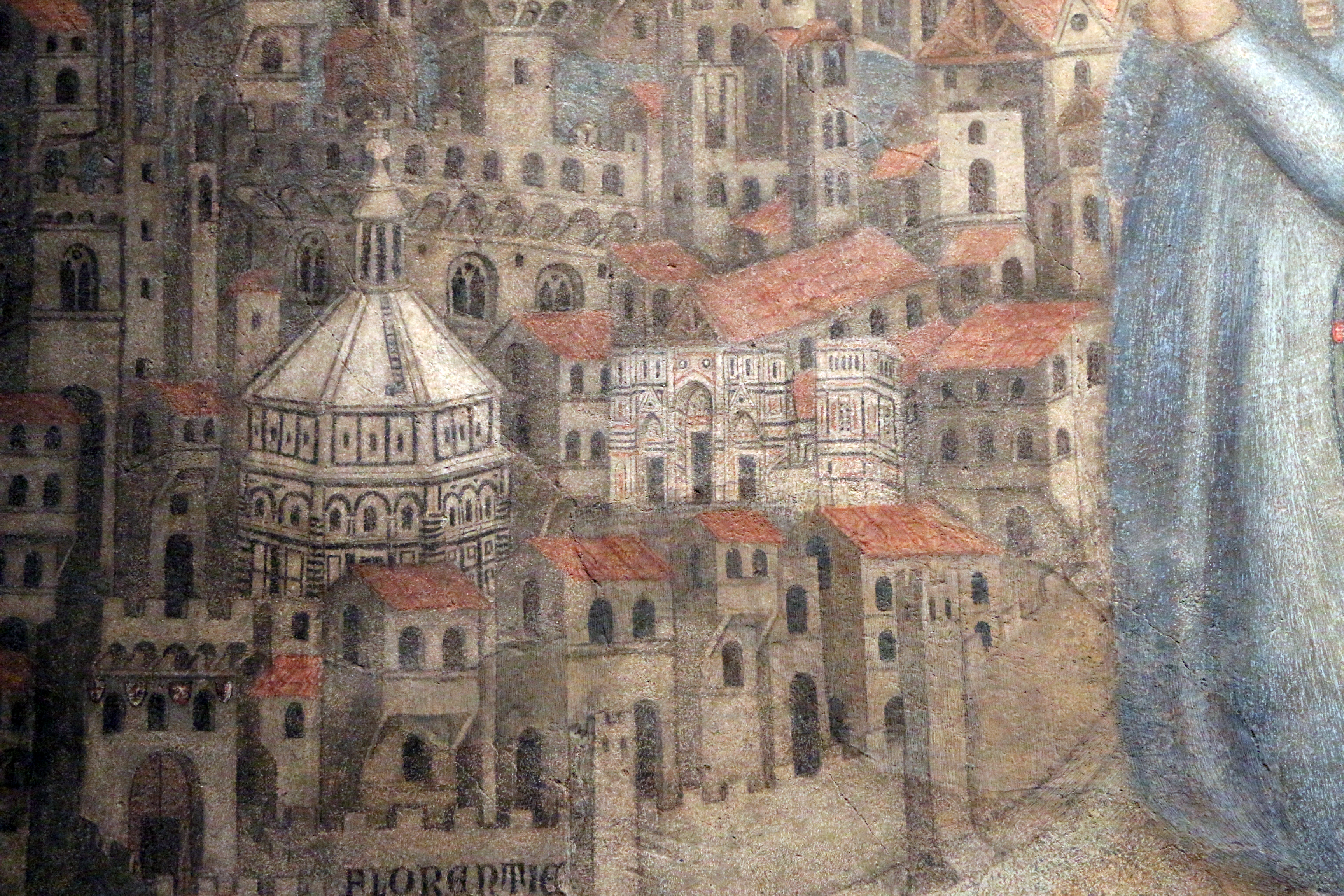
Баптистерій собору на картині « Мадонна делла мізерікордія», 14 ст.
Недобудований фасад собору, фреска Бернардо Росетті в Кьостро ді Сан Марко.
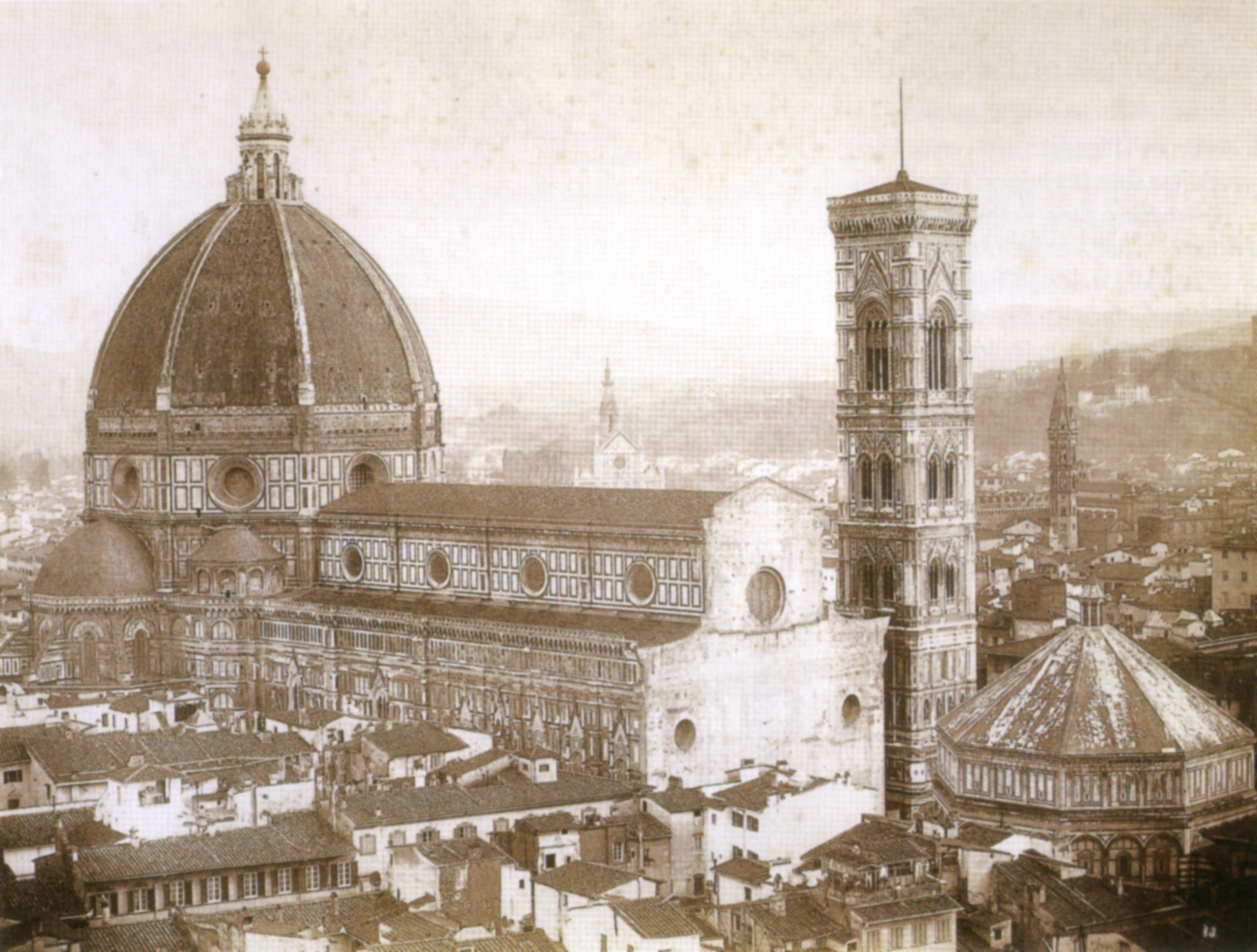
Собор на фото 1860 р. напередодні нових конкурсів

## Джерела

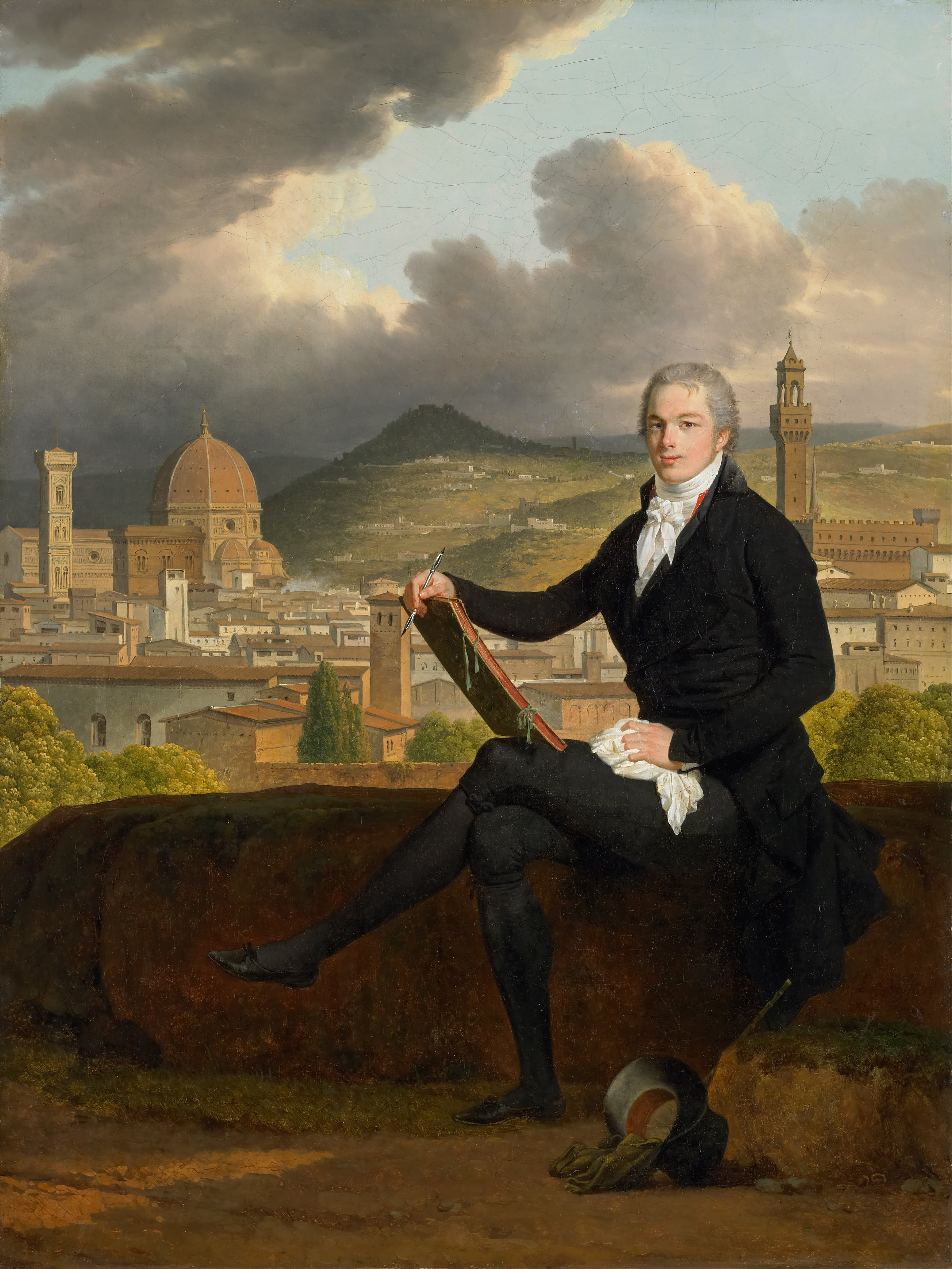
Худ. Луї Гафьє (1762—1801). «Портрет Томаса Пенроуза на тлі Флоренції і її головного собору», 1798 р. Інститут мистецтв Міннеаполіса, США.